# Hera (Ort)
Hera ist ein osttimoresischer Ort im Suco Hera (Verwaltungsamt Cristo Rei, Gemeinde Dili), östlich der Landeshauptstadt Dili.

## Ortsname
Der Ortsname Hera stammt aus dem Mambai, das in der Region traditionell gesprochen wurde, bevor sich hier das Tetum etablierte. „Hera“ bedeutet „Erdspalte“.

## Geographie

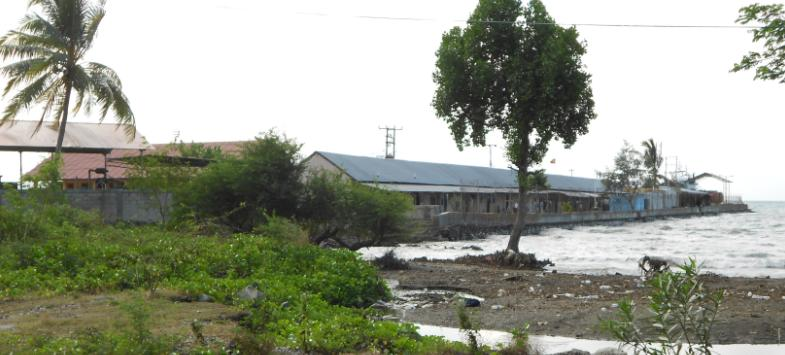
Hafen von Hera

Hera liegt im Süden der Bucht von Hera, 16 km östlich der Landeshauptstadt Dili, im Osten des Sucos Hera, auf einer Meereshöhe von 12 m. 10 km auf der Küstenstraße nach Osten erreicht man Metinaro (4 km Luftlinie). Das Zentrum Heras und der Ortsteil Lepos bildet die Aldeia Moris Foun. Im Osten reicht Hera mit dem Ortsteil Beraka in die Aldeia Sucaer Laran hinein. Das westliche Zentrum mit den Ortsteilen Bemanotolu, Manoroni und Ailoc Laran und das Ufer sind Teil der Aldeia Ailoc Laran. Weiter nach Westen führt die Avenida Hera, an der südlich die Ortsteile Mota Quic, Jembatankik, Montensaun und Berukulun (Aldeia Mota Quic) und nördlich die Ortsteile Liqirahu, Bidik und Besidada (Aldeia Halidolar) liegen. Das grobe westliche Ende Heras bildet Airiti in der Aldeia Acanuno, dessen gleichnamiger Hauptort gleich folgt.

## Geschichte
Das Gebiet bis an die heutige Grenze zum Verwaltungsamt Cristo Rei, mit dem Bergmassiv des Cacusa, gehörte ursprünglich zum Reich von Laclo. Erst mit der Gründung des Ortes Metinaro in den 1960er-Jahren wurde das Land von der Einflusssphäre des Liurai von Laclo abgetrennt.
Nach dem Referendum von 1999 floh ein Großteil der Bevölkerung vor den damit verbundenen Unruhen in die Berge, als pro-indonesische Milizen die Bewohner ab Juli 1999 angriffen. Bis August hatten die meisten Menschen ihre Häuser verlassen. Markt und Hafen wurden am 6. August geschlossen. 30 Prozent von Hera wurde zerstört, viele Bewohner wurden getötet. Nach dem Eingreifen der INTERFET kehrten die Menschen zurück.
Während der Unruhen von 2006 waren ab Ende April erneut die meisten Einwohner Heras auf der Flucht. Am 21. Mai kam es zu vereinzelten Schießereien in den Hügeln rund um Hera. Während die Kaladi in die Berge flohen, brachte sich die Minderheit der Firaku (ursprünglich aus dem Osten des Landes stammende Timoresen) im umzäunten Marinestützpunkt zusammen mit Firaku, die aus Dili geflohen waren, in Sicherheit.
Durch starke Regenfälle vom 10. zum 12. Januar 2010 und einer daraus entstehenden Überflutung wurden der Ort Hera und die Militärbasis schwer beschädigt.

## Einrichtungen

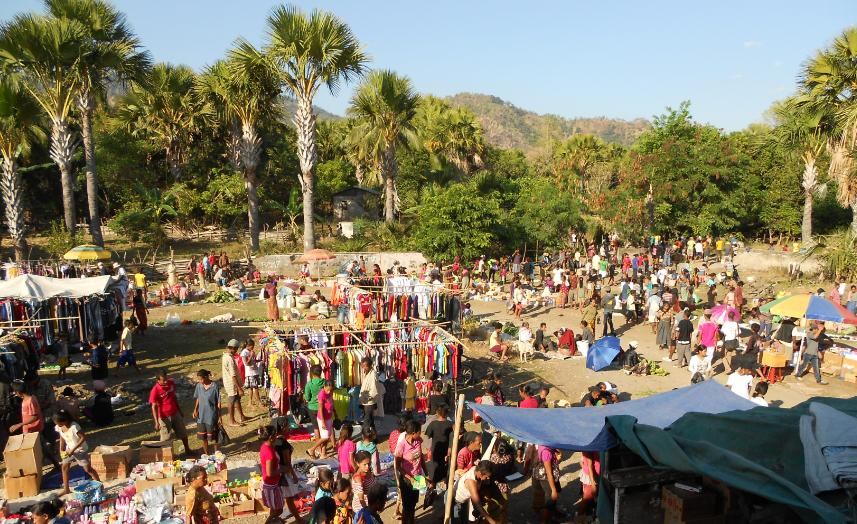
Der Markt von Hera

Größter Sakralbau in Hera ist im Zentrum die römisch-katholische Kirche São Tiago de Hera, die Jakobus dem Älteren geweiht ist. In Bidik steht die protestantische Christuskirche. Ebenfalls im Zentrum sind der lokale Markt und die Grundschule Centro de Ensino Ailpha. Zwischen Sidara und Mota Quic befindet sich die Grundschule Mota Kiik. Weiter östlich steht an der Avenida Hera die Technische Sekundar-Berufsschule Hera (Escola Secundaria Tecnica Vocacional ESTV-HERA) und das Karmelitinnenkloster von Hera (Convento de Freiras Carmelitas Contemplativas em Hera).
Der Hafen wurde von 2000 bis 2003 ausgebaut, damit auch größere Fischerboote anlegen und die Bewohner mit Fisch versorgen können. In Hera sind die Boote der osttimoresischen Marine stationiert. Zum Marinestützpunkt gehört auch eine Klinik. Außerdem gibt es eine Polizeistation.